# Pincho Fernández
Antonio Fernández Cano (Badajoz, 16 de agosto de 1992), más conocido como Pincho Fernández, es un jugador profesional de pádel español, que ocupa actualmente la 50.ª posición del ranking de Premier Padel. Siendo diestro, juega siempre en la posición de revés. Su pareja deportiva actualmente es José Jiménez.

## Carrera deportiva

### Inicios
Pincho Fernández empezó a jugar al tenis en su ciudad natal cuando tan solo era un niño. A partir de los 12 años comenzó a jugar a pádel, deporte a través del que conoció al que llegó a ser su compañero, José Antonio García Diestro, con el que años más tarde formaría equipo. Pincho fue campeón de España en categorías inferiores en los años 2006 y 2009 y Campeón Absoluto de Extremadura en tres ocasiones con el equipo Perú Cáceres Wellness. En 2015 terminó la temporada como tercero del ranking de Extremadura y decimoquinto del español.

### Profesional
En 2021 ya vive únicamente del pádel, y a partir de 2022 consigue destacar en torneos importantes junto a su compañero José Antonio García Diestro. Su primer título profesional lo alcanzan en agosto de 2022, tras imponerse por 6-2 y 6-2 en la final del Tenerife Open del APT Padel Tour, ante Miguel Oliveira y Álex Chozas. Ese mismo año, son subcampeones en el WPT Challenger Menorca Final y llegan a cuartos de final en el Viena Open Padel.
Tras quedar eliminados en los dieciseisavos del Milano Premier Padel P1, Pincho anuncia que no continuaría con José García Diestro de cara a la próxima temporada. Más adelante, sin embargo, rectifica al anunciar que permanecerían juntos hasta la temporada 2023.
En dicha temporada se clasifican a la final del Reus Open 2023, donde son derrotados por 6-3 y 7-6, ante Momo González y Miguel Yanguas. Unos meses más tarde, el 25 de junio, Pincho Fernández y Antonio García anuncian su separación definitiva. El WPT Valladolid Master 2023 queda como el último torneo que disputaron juntos.
El 28 de junio de 2023, Pincho anuncia a su nuevo compañero, Pablo Cardona. La nueva pareja debuta en el Open de Valencia, donde cae en dieciseisavos de final.
Ante los malos resultados, la pareja se separa y Gonzalo Rubio se convierte en la nueva pareja del extremeño hasta finales de 2023. El año 2024 lo inicia con el argentino Juan Cruz Belluati. En abril se da nuevo cambio, y Pincho Fernández se convierte en compañero de Javi Barahona debutando en el Bruselas P2. Meses más tarde y después de no conseguir los resultados esperados, ambos separan sus caminos. Posteriormente el extremeño forma equipo con José Jiménez Casas.

## Títulos

### APT Padel Tour
| N.º | Año  | Torneo   | Pareja                      | Oponentes en la final       | Resultado |
| --- | ---- | -------- | --------------------------- | --------------------------- | --------- |
| 1.  | 2022 | Tenerife | José Antonio García Diestro | Miguel Oliveira Álex Chozas | 6-2 / 6-2 |